# Araneus pontii
Araneus pontii là một loài nhện trong họ Araneidae.
Loài này thuộc chi Araneus. Araneus pontii được Lodovico di Caporiacco miêu tả năm 1934.